# Asio
Asio je rod sova koje pripadaju porodici stvarnih sova (Strigidae). Ovaj rod je rasprostranjen u svim dijelovima svijeta, a najčešće se gnijezde u Europi, Aziji, Sjevernoj i Južnoj Americi, na Karibima i Havajima. Zemljopisni raspon se proteže na svim kontinentima osim na Antarktiku i Australiju.
Velike su oko 30 do 46 cm s rasponom krila od 80 do 103 cm. Dvije vrste iz ovog roda su migriraju zimi iz sjevernih područja na jug ili putuju u potrazi za boljim zalihama hrane. Tropskih vrsta Asio je uglavnom sjedeći. Aktivne su po noću ili u sumrak. Gnijezde se na tlu, ali i u starim gnijezdima. Love na otvorenim poljima i livadama, a plijen su im uglavnom glodavaci i drugih mali sisavaci.

## Vrste
- Asio stygius
- Asio otus
- Asio abyssinicus
- Asio madagascariensis
- Asio flammeus
- Asio capensis
- Asio clamator

I dvije fosilne vrste:
- Asio brevipes
- Asio priscus